# Carel Visser
Carel Visser, né le 3 mai 1928 à Papendrecht et mort le 1er mars 2015 au Fousseret (Haute-Garonne), est un sculpteur néerlandais.

## Biographie
Après avoir étudié l'architecture à l'Université technique de Delft (1948-1949), puis la sculpture à l'Académie royale des Beaux Arts de La Haye (1950-1951), il complète sa formation en Angleterre et en France et s'établit à Amsterdam en 1952.
Il crée d'abord des structures réalistes en métal. En 1956, il expose avec Shinkichi Tajiri à Voorburg et à partir de cette époque, ses œuvres deviennent plus abstraites.
Par la suite, il crée des structures composées de plusieurs matériaux, souvent récupérés. Ses œuvres sont exposées dans plusieurs musées et lieux publics: Tate Modern (Londres), musée Boijmans Van Beuningen (Rotterdam, Domaine de Kerguéhennec, parc de sculptures Kröller-Müller (Otterlo), etc.

## Récompenses
- Prix d'art Heineken (1992)